# کمیته رابط هماهنگی در اعتبارسنجی روش‌های جایگزین
کمیته رابط هماهنگی در اعتبارسنجی روش‌های جایگزین (به انگلیسی: Interagency Coordinating Committee on the Validation of Alternative Methods) (به اختصار ICCVAM)، یک نهاد رسمی وابسته به دولت فدرال آمریکا می‌باشد که با هدف تسهیل ارتباط بهتر با پژوهشگران در جهت معرفی، ارزیابی و پذیرش روش‌های جایگزین آزمایش روی حیوانات، در سال ۱۹۹۴ فعالیت خود را آغاز نمود. این نهاد هم‌اکنون با پشتوانه مرکز رابط اعتبارسنجی روش‌های جایگزین در مطالعات شم شناسی(به اختصار NICETAM) و زیر نظر برنامه ملی سم شناسی آمریکا، فعالیت می نماید. 

## محور فعالیت
عمده پژوهش‌های حیوانی مدنظر این نهاد به منظور جایگزین سازی، در چهار بخش اساسی مطالعات «ارزیابی سمیت حاد خوراکی»، «تحریک پوستی»، «تحریک چشمی» و «درماتیت تماسی آلرژیک» جای می‌گیرند. 

## روند فعالیت
روش‌های جایگزین پیشنهادی پژوهشگران پس از معرفی به این نهاد، در ابتدا بر اساس شاخص‌های زیر، مورد ارزیابی قرار می‌گیرند:
- اولویت‌های برنامه‌ریزی شده در خصوص حوزه‌های مدنظر جایگزین سازی
- توانایی بالقوه در جهت حذف پژوهش‌های حیوانی
- توانایی بالقوه در جهت پیش‌بینی آثار زیانبار بهداشتی و زیست محیطی
- مزایای اقتصادی
- سرعت عمل

پس از عبور موفقیت‌آمیز از این مرحله، روش‌های پیشنهادی از منظر قابل اعتماد و مرتبط بودن مورد بازبینی نهایی قرار گرفته و پس از اخذ استانداردهای لازم، به عنوان یک روش جایگزین آزمایش روی حیوانات مورد پذیرش و معرفی عموم واقع می گردند. 

## تأثیرات
ارزیابی‌های جامع کمیته رابط هماهنگی در اعتبارسنجی روش‌های جایگزین، نقش مؤثری در سرعت بخشیدن به پذیرش روش‌های جایگزین و گسترده‌تر کردن کاربرد آن‌ها در سطوح بین‌المللی داشته‌است. این نهاد از زمان آغاز به کار تا سال ۲۰۱۰، در پذیرش ۲۷ روش جایگزین که در ۱۷ مورد آنها، هیچ حیوان زنده‌ای استفاده نمی‌شود، مشارکت داشته‌است.